# Teamfight Tactics
O Teamfight Tactics (abreviado como TFT) é um jogo gratuito de estratégia e auto chess desenvolvido e publicado pela Riot Games. O jogo se passa no universo de League of Legends e é baseado no Dota Auto Chess, onde os jogadores competem online contra outros sete adversários, construindo uma equipe para ser a última em pé. O jogo foi lançado como um modo de jogo de League of Legends para Microsoft Windows e macOS em junho de 2019 e como um jogo independente para Android e iOS em março de 2020, apresentando o cross-play entre as plataformas.

## Jogabilidade
Baseado no Dota Auto Chess, uma modificação para Dota 2, o jogo centra-se em torno de oito jogadores que constroem equipes para lutar entre si e ser o último a sobreviver. O campo de batalha consiste em hexágonos, onde os jogadores podem colocar estrategicamente os campeões entre as rodadas. A cada rodada, uma curta batalha começa automaticamente, com dois jogadores emparelhados aleatoriamente, ou então emparelhados contra inimigos controlados por computador. Nas rodadas contra inimigos controlados por computador, cada inimigo pode derrubar ouro, campeões ou itens que o jogador possa usar. O número de campeões restantes do vencedor determina quanta saúde o perdedor reduziu.
Através de um recurso chamado "Carrossel" ou "Rascunho Compartilhado", todos os jogadores das rodadas têm acesso a uma rotação livre de campeões com itens aleatoriamente equipados para escolher. Durante essas rodadas compartilhadas, os dois jogadores com a menor saúde podem escolher seus campeões primeiro, seguidos pelos próximos dois jogadores com a menor saúde, e assim por diante. 
Os jogadores acumulam ouro durante as rodadas e podem salvá-lo para aumentar o interesse, o que aumenta ainda mais sua renda por rodada. Os jogadores também podem obter renda adicional por rodada, vencendo várias rodadas consecutivas ou perdendo várias rodadas consecutivas. Com esse ouro, eles podem rolar novamente os cinco campeões oferecidos a eles em sua loja ou adquirir pontos de experiência para aumentar seu nível. Quanto maior o nível de um jogador, mais campeões eles podem colocar no tabuleiro, o que também pode ser aumentado por determinados itens, e maior a raridade média de campeões na loja. Cada campeão poderá ser atualizado se forem encontradas cópias adicionais do mesmo campeão na loja ou no Rascunho Compartilhado. Esses campeões atualizados têm as mesmas habilidades, mas podem causar e receber mais danos.
Campeões individuais terão uma barra de saúde e uma barra de mana. Receber dano de ataques ou habilidades inimigas diminuirá a saúde de um campeão, mas aumentará a mana de um campeão. Quando a saúde de um campeão chega a zero, eles são efetivamente removidos da rodada. Quando a barra de mana de um campeão está cheia, eles lançam uma habilidade única. Alguns campeões podem começar a rodada com uma porcentagem de sua barra de mana cheia, mas os campeões geralmente iniciam a rodada sem mana.
As sinergias são ativadas por uma composição de equipe que utiliza um ou vários campeões com a mesma característica. Cada campeão tem duas ou três características e a combinação eficaz de campeões ativará sinergias que beneficiam o jogador. As sinergias geralmente se enquadram em três categorias: efeitos que fortalecem aliados, efeitos que enfraquecem os inimigos e efeitos diversos. Cada conjunto ("set") de Teamfight Tactics corresponde a um conjunto único de campeões, coleção de sinergias e itens utilizáveis. Alguns campeões, itens ou sinergias podem ser repetidos em sets com pequenos ajustes ou alterações.
Além das mecânicas tradicionais, Teamfight Tactics introduz periodicamente inovações a cada novo conjunto (“set”), como aprimoramentos (Augments), portais regionais e modos de jogo alternativos. Os aprimoramentos, por exemplo, permitem que jogadores escolham bônus únicos durante a partida, influenciando estratégias e aumentando a diversidade de cada jogo. O sistema de ranqueadas e a oferta de recompensas cosméticas, como Pequenas Lendas e arenas personalizadas, complementam a experiência, tornando o TFT atrativo tanto para jogadores casuais quanto para o público competitivo.
O jogo recebe atualizações regulares a cada duas semanas por meio de patches divulgados pela Riot. Essas atualizações visam balancear o jogo, ajustando estatísticas de campeões, itens e sinergias específicas dentro de cada conjunto (“set”). Isso garante que o ambiente competitivo permaneça dinâmico e que nenhuma combinação de campeões ou estratégia permaneça dominante por muito tempo, incentivando a adaptação constante dos jogadores às novas condições de jogo.

## Desenvolvimento
O jogo foi lançado no cliente do League of Legends para Microsoft Windows e macOS em 26 de junho de 2019 e como um aplicativo independente para Android e iOS em 19 de março de 2020. Em setembro de 2019, o jogo contava com mais de 33 milhões de jogadores mensais, com 1,72 bilhão de horas de tempo acumulado. Até 2025, a base mensal se manteve em aproximadamente 33 milhões de jogadores, demonstrando estabilidade em seu público.

## Modos de jogo
Além dos modos Normal e Ranqueado, a Riot lançou em abril de 2021 o modo “Batalha Frenética”, com uma jogabilidade mais rápida e mecânicas simplificadas para reduzir o tempo das partidas. As diferenças da Batalha Frenética incluem: as Pequenas Lendas possuem apenas 20 pontos de vida e sofrem 2 de dano por derrota nas quatro primeiras fases, 4 de dano das fases 5 a 7, e 8 de dano a partir daí; há aumento de 75% na velocidade de movimento e o carrossel não faz parte do jogo.
No início de 2022, a Riot lançou o modo “Duplas Dinâmicas”. Nesse modo, quatro equipes de dois jogadores compartilham uma barra de vida. Cada jogador enfrenta um oponente de uma equipe adversária e, a cada derrota, a equipe perde vida compartilhada. Entre as mecânicas únicas estão a possibilidade de enviar campeões, itens ou recursos para o aliado, além de poder ajudar diretamente na batalha do parceiro.
A Riot também lançou modos temporários. “Fábulas em tinta” foi o primeiro, disponível entre janeiro e fevereiro de 2023, trazendo carrosséis iniciais com unidades de custo 4 ou 5, além de orbes de recompensas ao longo da partida. Em seguida, foi lançado “Soul Brawl”, disponível de 19 de julho a 15 de agosto de 2023, que apresentava uma longa fase de treinamento para montar e fortalecer o time, seguida de um torneio eliminatório para decidir as posições finais.
Em janeiro de 2025, Teamfight Tactics reintroduziu a expansão intermediária “Renascimento: Festival das Feras” do Conjunto 4.5 como parte da celebração do Festival Lunar. Essa retomada buscou unir nostalgia e novidades de jogabilidade, oferecendo uma experiência enriquecida tanto para veteranos quanto para novos jogadores.

## Cosméticos
Assim como ocorre em outros jogos gratuitos da Riot Games, a monetização de Teamfight Tactics é baseada em itens cosméticos e passes de temporada. O jogo possui sua própria loja, separada da loja do League of Legends. O avatar controlável pelo jogador, chamado de Estrategista (“anteriormente Pequena Lenda”), pode ser personalizado por meio da compra de itens cosméticos na loja. Esses avatares podem ser aprimorados ao serem adquiridos em caixas de recompensas chamadas “ovos de Pequena Lenda” ou através de fragmentos estelares, que podem ser comprados na loja ou obtidos como recompensas do Passe de temporada, que dura o tempo de um conjunto (“set”).
Além dos tradicionais “ovos de Pequena Lenda”, foi introduzido o sistema de fichas de tesouro como uma forma alternativa de obter Pequenas Lendas. Geralmente, as fichas de tesouro são usadas para girar em busca de um Estrategista raro. Desde o lançamento dos Campeões Chibi, a Riot passou a se referir oficialmente a esses avatares como Estrategistas, embora o termo Pequena Lenda ainda seja amplamente utilizado pela comunidade. Cabe notar que, anteriormente, “Estrategista” era um termo usado para se referir aos próprios jogadores.
Teamfight Tactics também oferece skins para a arena onde ocorrem as batalhas entre jogadores. As arenas podem ser adquiridas diretamente ou por meio de pacotes na loja. Existem diferentes categorias de arenas: os mais simples apenas alteram o visual, enquanto os mais caros são interativos e reagem a conquistas do jogador. Outro item cosmético disponível é o “Boom!”, que modifica as partículas de dano do Estrategista. Também existem os portais, que personalizam o efeito visual de entrada da Pequena Lenda na arena no início das partidas e entre os combates de jogador.

## Estudos acadêmicos
Em 2025, Teamfight Tactics foi objeto de estudo acadêmico na revista científica Olimpianos – Journal of Olympic Studies, no contexto dos Jogos Olímpicos de eSports. O artigo analisou as competências psicológicas dos jogadores, identificando 52 habilidades observáveis, como foco, tomada de decisão, gerenciamento de risco e pensamento estratégico, todas essenciais para o alto desempenho. Em competições profissionais, o ambiente de alta pressão exige dos atletas não só domínio técnico, mas também resiliência, controle emocional e adaptação constante a cenários imprevisíveis. O formato das partidas, baseado em múltiplas rodadas e escolhas estratégicas, favorece o desenvolvimento dessas competências, aproximando a experiência competitiva do TFT à de esportes tradicionais, e demonstrando que o sucesso em torneios de elite depende tanto da preparação mental quanto da compreensão profunda das mecânicas do jogo.